# Морстин, Людвик Иероним
Граф Людвик Иероним Морстин (пол. Ludwik Hieronim Morstin; 12 декабря 1886, Плавовице, Австро-Венгрия (ныне Прошовицкий повет, Малопольское воеводство, Польша) — 12 мая 1966, Варшава) — польский драматург, поэт, прозаик, редактор, дипломат. Почётный гражданин города Закопане.

## Биография
Родился в богатой помещичьей семье. В 1906—1910 годах учился в Мюнхене, Берлине, Лейпциге и Париже. В 1911—1913 годах был соредактором ежемесячника «Мусейон».
Участник Первой мировой войны. Сражался в рядах Польских легионов. За заслуги перед Австро-Венгерской империей получил титул графа от императора Франца Иосифа I 29 июля 1915 года. Работал в Совете Регентства.
В 1919—1922 годах в Париже и 1922—1924 годах в Риме представлял Польшу в качестве военного и дипломата (военный атташе . Был офицером связи Верховного Главнокомандования Войска Польского при штабе маршала Фоша и адъютантом начальника Польской военной миссии генерала Тадеуша Розвадовского. Военную службу закончил в звании майора.
В 1930—1931 годах редактировал ежемесячник «Pamiętnik Warszawski».
В годы Второй мировой войны активно участвовал в подполье. Использовал своё поместье, чтобы прятать евреев, спасающихся от нацистов, и для проведения встреч польской подпольной армии Крайовой.
Работал литературным менеджером в театрах Кракова и Катовице. После окончания войны подарил Дворец в Плавице, парк и свою личную библиотеку Обществу польских писателей, переехал в Закопане, где основал и был президентом Общества любителей театра. Принимал активное участие в театральной и литературной жизни Кракова и Катовице.
В 1960 году переехал в Варшаву, где жил до самой смерти. Умер 12 мая 1966 года и был похоронен на кладбище Старые Повонзки.

## Творчество
Представитель течения Молодая Польша в польской литературе.
Автор сборников стихов, прозы, ряда пьес.

## Избранные произведения
- Na Racławickiem błoniu: udramatyzowana pieśń, 1906
- Pieśni, 1907
- Legion Wyspiańskiego, 1911
- Szlakiem Legionów, 1913
- Misterjum Galilei, 1920
- Misterium nocy majowej, 1938
- Obrona Ksantypy, 1939

## Награды
- Орден «Знамя Труда» I степени (1963)
- Командорский крест со звездой Ордена Возрождения Польши (1953)
- Офицерский крест Ордена Возрождения Польши
- Кавалерский крест Ордена Возрождения Польши (1923)
- Золотой Крест Заслуги (1946)
- Золотой Академический лавр (1936)
- Кавалер Ордена Почётного легиона (1921)
- Офицер Ордена Почётного легиона
- Офицерский крест ордена Святых Мориса и Лазаря (Италия)
- Почётный гражданин Закопане.
- Литературная премия города Кракова (1938)